# Estret de Qiongzhou
L'Estret de Qiongzhou (en xinès simplificat: 琼州海峡, en xinès tradicional: 瓊州海峽; pinyin: Qióngzhōo Hǎixiá, també anomenat Estret de Hainan) és un cos d'aigua que separa la península de Leizhou a la província de Cantó (Guangdong), en el sud de la Xina, del nord de l'illa de Hainan en el sud. L'estret connecta el Golf de Tonkin en l'oest, fins al baix James (曾母暗沙) en la vora oriental del Mar de la Xina Meridional.
L'estret té de mitjana, 30 quilòmetres (19 milles) d'ample i el seu centre està en les coordenades 20 °09'N 110°16'E, amb una profunditat màxima d'aproximadament 120 metres (390 peus).

## Pont de Qiongzhou
El 2012 es va preveure iniciar el procés de construcció d'un pont a través de l'estret, amb un cost de 140 mil milions de RMB ($21 mil milions de dòlars). El pont està dissenyat per tenir varis nivells, tant per a trens com per a vehicles, i s'espera que tingui 26,3 quilòmetres (16,3 milles) de llarg. En l'actualitat l'estret és susceptible de tancaments durant l'activitat forta de tifons.